# Маја Перфиљева
Маја Перфиљева (Тиват, 1. мај 1941 — Загреб, 8. јул 2019) била је хрватска песникиња, професорка хрватског језика и књижевности и сликарка. Најпознатија је као текстописац бројних текстова за неке од најпознатијих песама поп и рок музике током 70-их година 20. века. Највише је сарађивала са сарајевском рок групом Индекси, а један њен текст певало је и британски рок састав The Shadows.

## Порекло
Маја Перфиљева рођена је 1941. године у Тивту, како сама каже у интервјуу, на дан када је Италија окупирала Далмацију и Боку которску. Рођена је у браку Тивћанке и руског емигранта.
Отац Маје Пeрфиљеве, Игор, рођен је на далеком истоку Русије, на породичном имању у малом месту Мангут, у близини Чите. Био је Рус, православац, мешане крви јер су се Перфиљеви женили Монголкама. Његова породица потиче из Санкт Петербурга, одакле је његов предак Максимилијан Перфиљев у доба Катарине Велике отишао да чува границу Руске Империје у Азији. Био је најстарији од седморо деце. Године 1920, у време евакуације после Октобарске револуције имао је 11 година. Тада је у европском делу Русије револуција већ узела маха, док су се јединице руске гарде повлачиле према Владивостоку где је била створена задња република Белих Руса. Отац породице, тада већ удовац, синове је одвео у Читу, у кадетски корпус, јер је веровао да ће тамо бити сигурније, а он је са кћерима отишао у Кину. Међутим, како је Црвена армија напредовала, 1920. године наставници су одлучили да евакуишу кадетски корпус из Чите и са децом су отишли у Владивосток, где су остали две године. За то време нису успели да успоставе контакт са родитељима кадета, а како више нису могли да чекају, одлучили су да закупе брод и отпловили су са свим питомцима у Шангај. У Шангају су провели годину и по дана, све време боравећи на броду. После тога кренули су даље, до јужне Кине, па Индијским океаном до Цејлона, где су се зауставили на пола године.  После Цејлона брод је потражио пристаниште у Црвеном мору, али ниједна земља није их хтела да их прими. То је већ било око 1925. године. Брод је отпловио у Јадранско море и зауставио се у Венецији, где су наставници чули да Русе прима Краљевина Југославија и да у Србији живе православци. Обратили су се дописом и Краљевина Југославија их је све примила. Најприје су били смештени у Билећи, где су већ била смештена и деца Донских козака, а касније су сви заједно пребачени у Горажде. По указу краља Александра био је примљен у елитну Поморску академију у Дубровнику, одакле је као млади кадет на школском једрењаку упловио у луку Тиват, у Боки которској, где је упознао своју будућу жену. Венчали су се 1939. и крајем исте те године добили су ћерку Асју, годину и по дана касније Мају, а десет година касније и најмлађу Даницу.
Мајка Маје Пeрфиљеве била је ћерка Италијанке и тадашњег градоначелника Тивта. Породица је живела у породичној кући на обали.
До Другог светског рата породица Пeрфиљев живела је у Тивту. Када је пала Италија Порфиљев са пријавио у партизанску морнарицу, и сви су се преселили у Дубровник. Као поморски капетан послат је на Вис у Генералштаб. Бавио се разминиравањем и добио је два одликовања, Орден за храброст и Орден за народ. После рата Пeрфиљев је радио у морнарици у Сплиту, где је породица живела до 1948, када су га ухапсили. Пeрфиљев је тада добио нервни слом и смештен је у болницу. Опоравак није био потпун. Због његове болести, односно због добре болнице, породица се тада преселила у Загреб.

## Школовање
Најраније детињство Маја Перфиљева провела је у Тивту. Основну школу и гимназију завршавала је у Дубровнику и Сплиту, онако како се породица селила. Мајка је желела да она студира архитектуру или медицину, али Маја је желела да упише студије књижевности. На мајчино инсистирање уписала је архитектуру, завршила прву годину, исписала се и са истим индексом уписала се на студије књижевност на Филозофском факултету у Загребу.
После завршених студија факултета Маја дуго није могла да нађе запослење, па је почела да ради као текстописац. Коначно је добила посао у средњој техничкој школи, где је предавала хрватски језик и књижевност, али је наставила да пише текстове песама за различите фестивале.

## Каријера текстописца
Прву песму Маја је написала већ са 10 година, као школски задатак и то је била песма о Боки которској. Прва објављена била је љубавна песма „Први састанак”, а изашла је у часопису Полет. Према њеним речима, то је био први и последњи пут да је поменути часопис објавио неку њену песму.
Маја је била удата за доајена хрватске шансоне Хрвоја Хегедушића, са којим је и кренула у свет музике. Наговорила га је да учествују на чувеном Сплитском фестивалу 1965. године, са песмом „Рива у ноћи”, коју су изводили Зденка Вучковић и Иво Робић. Песма није ушла у финале, али је за Мају сама чињеница да је песма изабрана за учешће на овом већ тада престижном фестивалу представљала велики успех. Следећа песма коју је написала била је „Бокељску ноћ”. Композиција је у извођењу Вице Вукова победила на Сплитском фестивалу 1966. године. Следеће године на фестивалу „Интервизија” у Братислави ова песма је победила и освојила награду „Златни кључ”. Инспирацију за ову песму нашла је у манифестацији Бокељска ноћ која се већ два века организује у Котору. Песма је постала и до данас остала незванична химна ове, како је Бокељи зову, „феште над фештама”.
На једном Опатијском фестивалу, који је био један од првих и свакако најважнији музички догађај у Југославији током 50-их, 60-их и 70-их година, Корнелије Ковач упознао је Мају са члановима сарајевске рок групе Индекси, који је тада у групи свирао клавијатуре. После Опатије Индекси су наступали у Загребу и позвали су Мају да на концерту чита своје стихове. То је било у време када је објавила прву књигу песама. Са Индексима је сарађивала од 1971. године и за њих написала пуно текстова. Прва песма коју је за њих написала била је тада велики хит „Да сам ја нетко”, коју су касније певале многе певачке звезде, а често се може чути и данас. Затим су уследили многи други хитови. Индекси би јој слали музику, а она би писала најслушаније љубавне песме у тадашњој Југославији. Дешавало се и да преко телефона одслуша музичку подлогу, а затим напише стихове. Индекси су снимили 15 песама за које је стихове написала Маја Порфиљева.
Осим за Индексе, Маја је писала текстове и за многе друге тадашње певачке звезде, међу којима су: Јосипа Лисац, Душко Локин, Кићо Слабинац, Габи Новак, Далибор Брун, Марина Перазић, Александар Обрадовић, Мишо Ковач, Борис Новковић, Радојка Шверко, Исмета Крвавац, група Перпер, Душaнка Белада, Анита Поповић, Никола Тртица, Миро Унгар и други.
Списак песама за које је текстове писала Маја Перфиљева (непотпун):
| Наслов песме              | Извођач/и                         | Година | Напомена        |
| ------------------------- | --------------------------------- | ------ | --------------- |
| Рива У Ноћи               | Зденка Вучковић и Иво Робић       | 1965   |                 |
| Бокељска ноћ              | Вице Вуков и Радмила Караклајић   | 1966   |                 |
| Не питај ме ништа         | група Делфини                     | 1967   |                 |
| Најљепша кућа на продају  | група Делфини                     | 1967   |                 |
| Двоје                     | Ервина Штелцл                     | 1967   |                 |
| Само љубав                | Вишња Корбар                      | 1967   |                 |
| Топкапи                   | Вишња Корбар                      | 1967   |                 |
| Бит ће касно              | Бети Јурковић                     | 1967   |                 |
| Шјор Илија Редикул        | дуо Јека                          | 1967   |                 |
| Очи твоје очи             | Вјеко Јут                         | 1969   |                 |
| Вечер Надежды             | Зденка Вучковић                   | 1970   | као Перфильева  |
| Да сам ја нетко           | група Индекси                     | 1971   |                 |
| Гази драги, срце моје     | Габи Новак                        | 1971   |                 |
| Моје лудо срце            | Мирко Цетински                    | 1972   |                 |
| I Can't Forget            | The Shadows                       | 1972   |                 |
| Хеј ти                    | група Индекси                     | 1972   | као Ферфиљева   |
| Сањам                     | група Индекси                     | 1972   |                 |
| Балада                    | група Индекси                     | 1972   |                 |
| Сусрет                    | група Грешници                    | 1973   |                 |
| И дође дан                | Мишо Ковач                        | 1975   |                 |
| Атлантида                 | Горан Герин                       | 1975   |                 |
| И ми и нас двоје          | група Индекси                     | 1976   |                 |
| Моја Хана                 | група Индекси                     | 1976   |                 |
| Док ти крај мене спаваш   | Душко Локин                       | 1977   |                 |
| Вољела је „Сјај у трави”  | група Индекси                     | 1977   |                 |
| Звао сам вјетар           | група Код                         | 1978   |                 |
| Испијмо златни пехар      | група Индекси                     | 1978   |                 |
| Била си ти, била је љубав | група Индекси                     | 1988   |                 |
| Ана                       | група Индекси                     | 1988   |                 |
| Још те сањам              | Радојка Шверко                    | 1993   | као Перфилијева |
| Мјесто под сунцем         | група Индекси                     | 1999   |                 |
| Лептиру мој               | група Индекси                     | 1999   |                 |
| Странац                   | Весна Писаровић                   | 2005   | као Перфијева   |
| Елегија                   | Хрвоје Хегедушић и Маја Перфиљева | 2006   |                 |

## Дискографија
- Голд Цоллецтион - Цроатиа рецордс (2021)

## Објављене књиге поезије
- „Само један живот имам...” (2005)
- „Тајанства” (2010)[10]

Маја Перфиљева била је чест и радо виђен гост на књижевним вечерима, како у Хрватској, тако и у Црној Гори.

## Сликарски рад
Са сликарством се Маја Перфиљева упознала још у дјетињству. Док је породица живела у Дубровнику становали су код руског лекара Милникова, коме је често долазио у посету познати сликар Алексеј Василијевич Ханзен, који је Мајином оцу предавао нацртну геометрију на Поморској академији. Сама Маја сликарством је почела да се бави у Бечу, где је боравила током војног сукоба на подручју бивше Социјалистичке Републике Хрватске, код старије сестре Асје која је и сама уметница. Радила је слике на свили.

## Приватни живот
Маја се веома рано удала за шест година старијег доајена хрватске шансоне Хрвоја Хегедушића, са којим је и кренула у свет музике. Брак је трајао 10 година, а Хегедушић га је описао као боемски. После развода Маја се више није удавала. Живела је у Медвешчаку, једном од најстаријих квартова Загреба, где је и умрла 8. јула 2019. године.